# Blumau (Gemeinde Altenfelden)
Blumau ist eine Rotte der Gemeinde Altenfelden in Oberösterreich (Bezirk Rohrbach). Die Ortschaft hat 116 Einwohner (Stand 1. Jänner 2024).

## Geographie
Blumau ist ein Straßendorf der Gemeinde Altenfelden und liegt rund einen Kilometer südsüdöstlich des Marktplatzes von Altenfelden. Blumau ist vom Zentrum von Altenfelden über die nach Süden führende Blumauerstraße erreichbar, zudem kann Blumau vom östlichen Ortsrand über den Walchshoferweg und den Ortsteil Alm erreicht werden. Eine weitere Straßenverbindung verläuft von Blumau südlich zum Ortsteil Neundling. Blumau ist im Westen und Südosten von Wald umgeben, wobei das südöstliche Waldgebiet von der Großen Mühl durchflossen wird. Nördlich von Blumau liegt der Markt Altenfelden, östlich der Höferhof und die Gemeinde Neufelden, südlich die Ortschaft Neundling, südöstlich die Ortschaft Atzesberg und nordwestlich die Ortschaft Panholz. Für Blumau wurden 2001 insgesamt 13 Gebäude gezählt, wobei 11 Gebäude über einen Hauptwohnsitz verfügten und 16 Wohnungen bzw. 14 Haushalte bestanden. Zudem gab es acht land- und forstwirtschaftliche Betriebsstätten. Die Ortschaft besteht im Wesentlichen aus dem ursprünglichen Straßendorf und einer westlich gelegenen Einfamilienhaussiedlung.

## Geschichte und Bevölkerung
Urkundlich wurde Blumau 1344 erstmals genannt, wobei der Ortsname erstmals im Zusammenhang mit dem Wasserschloss Blumau erwähnt wurde. Besitzer war zu jener Zeit Heinrich Stadler von Stadlkirchen, wobei die Stadler 1404 in Besitz von Blumau blieben. Die Gründung der Ortschaft Blumau ist jedoch nicht belegt, wobei vermutet wird, das die Reihensiedlung Blumau um 1200 angelegt wurde. Die Herrschaft Blumau, zu der auch das Dorf sowie Güter In Altenfelden gehörten wechselte nach 1404 mehrfach den Besitzer, bis das Schloss 1611 in den Besitz der Jörger kam, die auch die Burg Pürnstein besaßen. Da die Jörger protestantischen Glaubens waren, gelangte der Besitz im Zuge der Gegenreformation in den Besitz des Hochstift Passau. Nach der Säkularisation der Besitzungen im Jahre 1803 fiel Blumau an die kaiserliche Hofkammer, die das bereits halb verfallene Schloss an einen Bauern verkaufte. Von dem ehemaligen Wasserschloss sind keine Reste mehr ersichtlich.
In Blumau lebten 1869 69 Menschen in zehn Häusern. Bis zum Jahr 1910 sank die Einwohnerzahl leicht auf 54 Personen an, wobei die Ortschaft immer noch zehn Gebäude umfasste. Bis 1923 sank die Einwohnerzahl erneut, wobei in diesem Jahr 40 Einwohner in 10 Gebäuden gezählt wurde. Hier wurde erstmals zwischen dem eigentlichen Weiler mit acht Häusern sowie zwei verstreuten Häusern unterschieden. 1951 lebten insgesamt 44 Personen in Blumau, die sich auf den Weiler mit 33 Einwohnern und sechs Gebäuden bzw. auf die Streusiedlung mit zwei Häusern und 11 Einwohnern verteilten. Auch 1971 hatte sich an der Größe des Dorfes wenig geändert. Es umfasste zu diesem Zeitpunkt 46 Einwohner und 11 Häuser, wobei der Weiler aus acht Häusern und 35 Einwohnern bestand und in Streulage drei weitere Häuser mit 11 Einwohnern lagen. 1981 lebten in Blumau 50 Einwohner in 13 Gebäuden, wobei der Weiler 34 Einwohner in sieben und die Streusiedlung 16 Einwohner in sechs Gebäuden umfasste. Die Einwohnerzahl stieg zuletzt deutlich an. Lebten im Blumau 2001 nur 46 Menschen, so stieg die Einwohnerzahl bis 2011 auf 72 Einwohner an. Grund für das starke Wachstum ist die Verbauung einer größeren Siedlungsfläche westlich des Weilers.